# Al-Mubashshir ibn Fâtik
Abû al-Wafâ al-Mubashshir ibn Fâtik est un érudit et écrivain arabe du XIe siècle, natif de Damas et ayant vécu principalement en Égypte.

## Vie et œuvre
Il était de famille noble, « émir », et tint son rang à la cour des Fatimides sous le règne d'al-Mustansir Billah. Selon Ibn Abi Usaybi'a, il se forma en mathématiques et astronomie auprès d'Alhazen, et en médecine auprès d'Ali ibn Ridwan. Étant passionné par l'étude, ayant constitué une grande bibliothèque et aimant par-dessus tout la compagnie des savants, il aurait négligé sa femme, qui se serait vengée, à sa mort, en jetant tous ses livres dans un bassin occupant le centre de leur maison. Telle était la raison pour laquelle, selon Ibn Abi Usaybi'a, les nombreux livres provenant de sa bibliothèque étaient tous abîmés.
Il avait écrit lui-même des ouvrages consacrés à plusieurs disciplines, notamment à la logique et à la médecine, qui selon Ibn Abi Usaybi'a étaient fort estimés. En histoire, il avait laissé une chronique du règne d'al-Mustansir Billah.
Son seul ouvrage parvenu jusqu'à nous est le Kitâb mukhtâr al-ḥikam wa-maḥâsin al-kalim (ou al-kilam), c'est-à-dire Choix de maximes de sagesse et des meilleures paroles. Suivant l'auteur lui-même, il fut composé en 1048/49. C'est un recueil des biographies de vingt-et-un « sages », principalement grecs (Homère, Solon, Pythagore, Hippocrate, Diogène, Platon, Aristote, Galien, mais aussi Hermès, Sédécias, Alexandre le Grand...), accompagnées de propos et maximes qui leur sont attribués. Les biographies sont d'ailleurs largement légendaires, et la plupart des maximes d'attribution fort douteuse.

## Postérité
Ce recueil a connu un grand succès dans les siècles suivants, d'abord dans le monde arabo-musulman : il a servi de source, notamment, à Muhammad al-Shahrastânî pour son Kitâb al-Milal wa-l-Nihal et à Shams al-Dîn al-Shahrazûrî pour son Nuzhat al-arwâḥ. En Europe occidentale, il a fait l'objet de plusieurs traductions qui ont assuré sa diffusion pendant tout le Bas Moyen Âge et la Renaissance.
Il fut traduit en espagnol sous le titre Los Bocados de oro sous le règne d'Alphonse X de Castille (1252-1284), texte qui fut ensuite intégré dans plusieurs ouvrages plus vastes. Peu après, il fut traduit en latin sous le titre Liber philosophorum moralium antiquorum par l'Italien Jean de Procida († 1298). Un siècle plus tard, cette version latine fut « translatée » en moyen français par Guillaume de Tignonville (chambellan du roi Charles VI, prévôt de Paris de 1401 à 1408, † 1414), sous le titre Les dits moraulx des philosophes, texte dont on conserve une cinquantaine de manuscrits (le plus ancien de 1402) et dont les premières éditions imprimées furent réalisées par Colard Mansion à Bruges (sans date ; peut-être 1477), par Antoine Vérard à Paris en 1486, par Jean Trepperel vers 1502, par Galliot du Pré en 1531, etc. (neuf éditions signalées jusqu'en 1533). 
À partir de la version française de Tignonville, il y eut une traduction en occitan intitulée Los dichs dels philosophes, et d'autre part au moins deux traductions en moyen anglais : l'une réalisée vers 1450, pour John Fastolf, par un certain Stephen Scrope (The Dicts and Sayings of the Philosophers) ; la seconde effectuée en 1473, au cours d'une traversée, par Anthony Woodville (The Dictes and Sayenges of the Philosophers). Ce dernier texte fit l'objet du premier livre imprimé sur le sol anglais, par William Caxton, ami de Woodville (impression achevée dans son atelier de Westminster le 18 novembre 1477).

## Éditions
- (version arabe) 'Abd al-Raḥmân Badawi (éd.), Mukhtâr al-ḥikam wa-maḥâsin al-kalim, Publicationes del Instituto Egipcio de Estudios Islámicos en Madrid, Madrid, 1958[5].
- (version espagnole médiévale), Hermann Knust (éd.), « Libro llamado Bocados de oro el qual hizo el Bonium rey de Persia », Mittheilungen aus dem Eskurial, Bibliothek des litterarischen Vereins in Stuttgart, CXLIV, Tübingen, 1879, p. 66-394 ; Mechthild Crombach (éd.), Bocados de oro : Seritische Ausgabe des altspanischen Textes, Romanistische Versuche und Vorarbeiten 37, Romanischen Seminar der Universität Bonn, Bonn, 1971.
- (version latine) Ezio Franceschini (éd.), « Liber philosophorum moralium antiquorum », Atti del Reale Istituto Veneto di Scienze, Lettere ed Arti, vol. 91, n° 2, 1931-32, p. 393-597.
- (version en moyen français) Robert Eder (éd.), « Tignonvillana inedita », Romanische Forschungen, vol. 33 (Ludwig Maximilians Universität München), Erlangen, Fr. Junge, 1915, p. 851-1022.
- (version anglaise d'A. Woodville), William Blades, The dictes and sayings of the Philosophers. A fac simile reproduction of the first book printed in England by William Caxton in 1477, Londres, 1877.